# Метревели, Ирина Владимировна
Ирина Владимировна Метревели (род. 17 декабря 1961, Подюга, Архангельская область) — игрок и тренер по рэндзю.

## Биография
Родилась в посёлке Подюга Коношского района Архангельской области. Выпускница Архангельского лесотехнического института (1988).
Мастер спорта (рэндзю, 1996). Судья Всероссийской категории по шашкам.
Чемпионка мира по рэндзю среди женщин (1997, 2013).
Серебряный призер чемпионата мира по рэндзю среди женщин (1999, 2001, 2005, 2011).
Бронзовый призер чемпионата мира по рэндзю среди женщин (2003, 2007, 2015, 2017,2019).
13-тикратная чемпионка России среди женщин (1992—1996, 1999, 2003—2006,2009, 2019, 2020).
В качестве тренера подготовила спортсменов высокого класса:
- Юлия Саврасова (1987 г.р.) — мастер спорта России, четырехкратная чемпионка мира по рэндзю среди женщин (1999, 2001, 2003, 2009), многократная победительница молодежных первенств мира и Европы по рэндзю.
- Егор Сердюков (1987 г.р.) — мастер спорта России, чемпион России по рэндзю 2008, победитель первенства Европы по рэндзю 2008.
- Оксана Сорокина (1982 г.р.) — мастер спорта России, чемпионка мира по рэндзю среди женщин 2005, серебряный призер чемпионата мира по рэндзю среди женщин 2007, чемпионка России по рэндзю среди женщин — 2008, победитель первенства Европы по рэндзю 2001.
- Кира Лашко (1998 г.р.) -мастер спорта России, чемпионка мира по рэндзю среди женщин 2015,серебряный призер чемпионата мира по рэндзю среди женщин 2013, победитель первенства мира по рэндзю (2010,2016), победитель первенства Европы по рэндзю (2013, 2015).
- Анастасия Оборина (1995 г.р.) — мастер спорта России, бронзовый призер чемпионата мира по рэндзю 2011, чемпионка России по рэндзю среди женщин (2010, 2012, 2018), многократная победительница молодежных первенств мира и Европы по рэндзю.
- Ольга Курдина (1995 г.р.) — мастер спорта России, бронзовый призер чемпионата мира по рэндзю 2013, чемпионка России по рэндзю среди женщин (2013, 2014).
- Денис Федотов (2001 г.р.) — мастер спорта России, чемпион Европы по рэндзю 2018, победитель первенства мира по рэндзю(2012, 2014, 2016), победитель первенств Европы по рэндзю (2011, 2013, 2017).
- Роман Крючок (1995 г.р.) — мастер спорта России, победитель первенства мира по рэндзю 2012, победитель первенств Европы по рэндзю (2007, 2009, 2013).
- Сергей Востряков (1980 г.р.) — мастер спорта России, серебряный призер первенства мира по рэндзю 1998.
- Михаил Казарин (1986 г.р.) — мастер спорта России, бронзовый призер первенства мира по рэндзю 2002, победитель первенства Европы по рэндзю 2001.
- Татьяна Краева (1991 г.р.) — чемпионка мира по рэндзю среди женщин 2009, победитель первенства мира по рэндзю (2006, 2008, 2012), победитель первенств Европы по рэндзю (2003, 2005, 2011).
- Александр Кадулин (1991 г.р.) — чемпион Европы по рэндзю 2004, серебряный призер чемпионата Европы по рэндзю 2006, победитель первенства мира по рэндзю 2008, победитель первенств Европы по рэндзю 2003 .

В 2006 году ученики Метревели Юлия Саврасова и Павел Вершинин в составе сборной России завоевали золотые медали на командном чемпионате мира по рэндзю.
В 2008 году ученики Метревели Юлия Саврасова, Егор Сердюков и Александр Кадулин в составе сборной России завоевали серебряные медали на командном чемпионате мира по рэндзю.
Член тренерского совета молодежной команды по рэндзю России.
Тренер-преподаватель высшей категории Коношской ДЮСШ Архангельской области.